# Séisme de 1996 à Annecy
Le séisme de 1996 à Annecy est un tremblement de terre de magnitude 5,3 qui s'est produit le 15 juillet 1996 à 2 h 13 en Haute-Savoie.

## Contexte

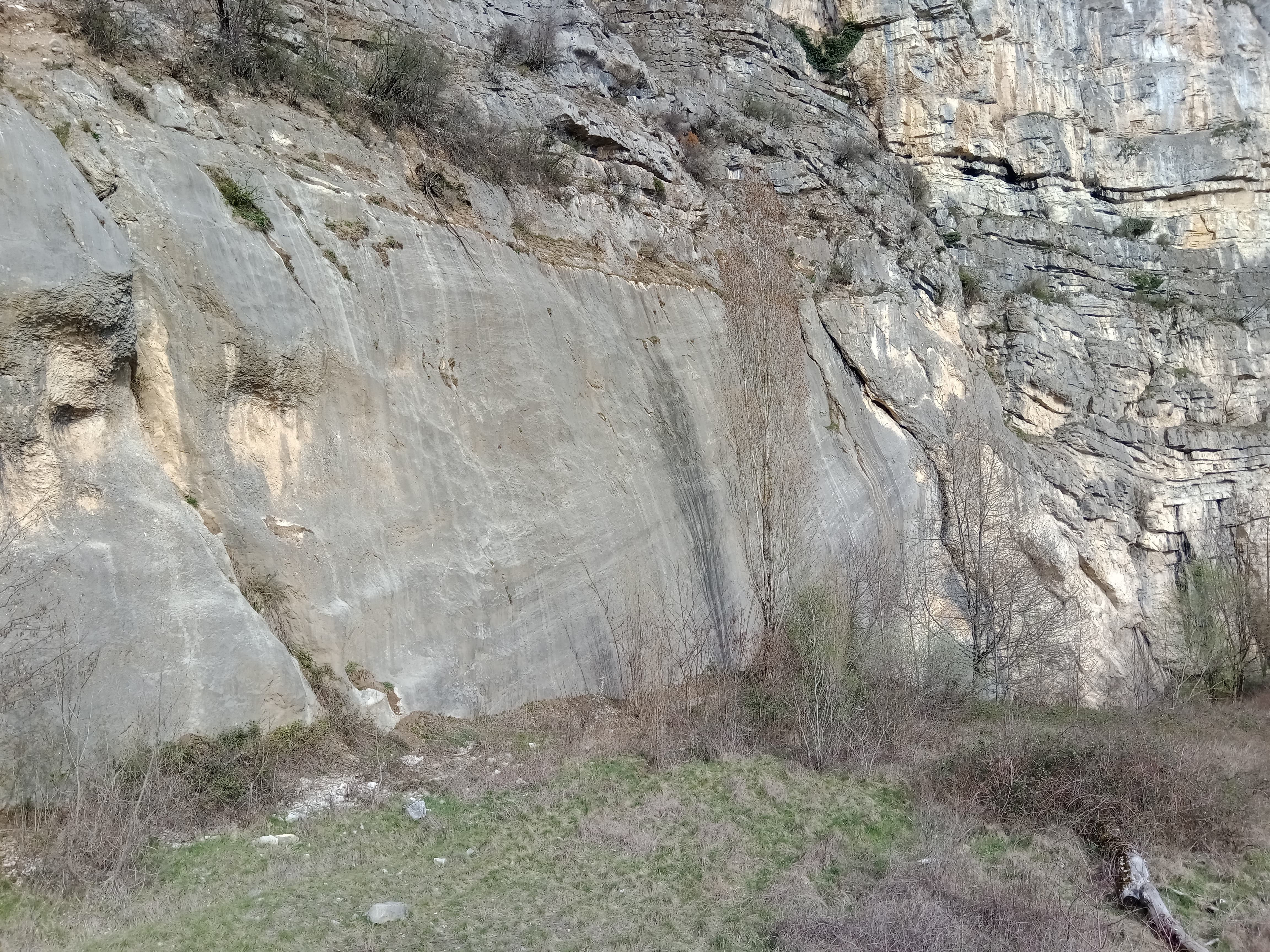
Le miroir de faille de la faille du Vuache à la montagne de la Mandallaz, distant de quelques kilomètres au nord-ouest de l'épicentre, en 2023.

Le séisme est lié à l'activité de la faille du Vuache dont les deux compartiments ont glissé d'une vingtaine de centimètres à l'hypocentre situé à une profondeur de deux kilomètres pour un mouvement en surface d'un centimètre.

## Caractéristiques
L'épicentre se trouve à Épagny, à cinq kilomètres au nord-ouest d'Annecy et la secousse est ressentie dans toute la région. L'hypocentre se trouve à 2 kilomètres de profondeur ce qui est fait un séisme très superficiel,.

## Dégâts

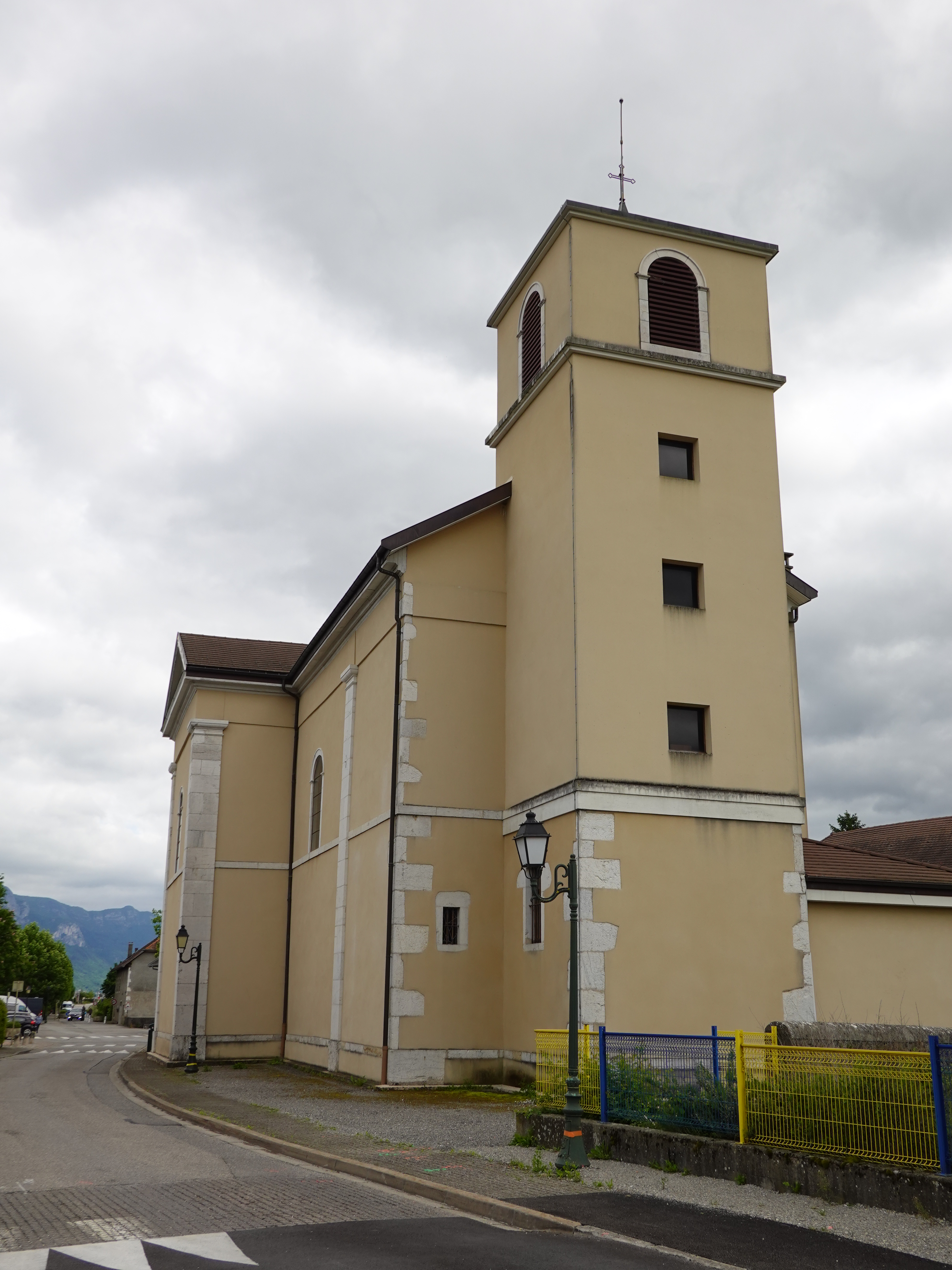
L'église Saint-Pierre-aux-Liens d'Épagny en 2020 rénovée après le séisme.

De nombreux dégâts — chutes de cheminées, murs lézardés, etc. — sont constatés mais il n'y a aucune victime, ce qui aurait pu en être autrement si la secousse s'était produite quelques heures plus tôt, alors que les rues d'Annecy étaient animées en ce soir de fête nationale, de nombreux débris étant tombés dans les rues du centre-ville, écrasant notamment quelques voitures,,. Les dégâts les plus lourds se trouvent à Épagny avec l'église Saint-Pierre-aux-Liens et son presbytère qui présentent d'importantes fissures qui lézardent l'édifice et notamment son clocher, signes de dommages structurels importants ; la mairie doit être reconstruite et trois habitations fortement endommagées au point qu'une est finalement démolie. Les sols sédimentaires entrés en résonance avec les vibrations expliquent en partie l'importance des dégâts au vu de la magnitude relativement peu intense de la secousse principale.
Le coût des destructions s'élève à 400 millions de francs (soit près de 90 millions d'euros de 2022),.
Dans le paysage, rien ne laisse paraître du séisme si ce n'est le tarissement de la source « Chez les Roux ».